# Volando bajo
Volando Bajo  é um filme mexicano de comédia 2014 dirigido por Beto Gómez.

## Enredo
Chuyín Venegas e Cornelio Barraza integraram a banda 'Los Jilgueros de Rosarito', as maiores estrelas da música e do cinema popular dos anos 80. Transformado em um solista internacional de sucesso, Chuyín descobre a morte de Cornélio e decide voltar ao México, onde terá que enfrentar os fantasmas de seu passado e a solidão de seu presente.

## Elenco
- Gerardo Taracena como Chuyin Venegas
- Ludwika Paleta como Toribia Venegas
- Sandra Echeverría como Sara Medrano
- Ana Brenda Contreras como Mariana.
- Rodrigo Oviedo como Cornelio Barraza
- Rafael Inclán como Lucho Venegas Reyes
- Randy Vasquez como Lorenzo Scarfioti
- Lívia Brito como Ana Bertha Miranda
- Maria Elisa de Camargo como Natalie Johnson
- Isabella Camil como Ingrid Larsson
- Altair Jarabo como Abigail Restrepo-Mares
- Ingrid Martz como Eva Inês Casanova
- Javier López, Bruno Félix Sánchez
- Dan Rovzar como Gaston Silvestre
- Malillany Marín como Estrellita Martinez
- Nora Parra como Sor Maria
- Johanna Murillo como Debbie Parker
- Amanda Rosa como Wanda Dos Santos
- Roberto Espejo como Lissandro Beltrani
- Wendy Braga como Yolanda Del Mar
- Pascual Reyes
- Felipe Garcia Naranjo como Tony
- Genia Santini como apresentador de TV
- Lorenza Aldrete como Muñeca Perez Robles
- Héctor Gutiérrez como Cornelio Niño
- Brian Hatch como Sacerdote
- Jacinto de Marina como Fefugio Miranda